# Pokal Slovenije 2003/04
Der Pokal Slovenije 2003/04 war die 13. Austragung des slowenischen Fußballpokalwettbewerbs der Herren. Pokalsieger wurde NK Maribor Piovarna Laško, der sich im Finale gegen den NK Koroška Dravograd durchsetzte. Titelverteidiger NK Olimpija Ljubljana schied im Achtelfinale aus.
Durch den Sieg im Finale qualifizierte sich Maribor für die 1. Qualifikationsrunde im UEFA-Pokal 2004/05.

## Teilnehmer
| Nogometna Liga 2002/03    |
| ------------------------- |
| NK Maribor Piovarna Laško |
| NK Publikum Celje         |
| NK Olimpija Ljubljana     |
| NK Šmartno ob Paki        |
| FC Sport Line Koper       |
| NK Primorje               |
| NK Koroška Dravograd      |
| ND Gorica                 |
| NK Mura                   |
| NK Ljubljana              |
| NK Rudar Velenje          |
| NK Relax Korotan Prevalje |

| Sieger des Regionalpokals | Sieger des Regionalpokals                        |
| ------------------------- | ------------------------------------------------ |
| MNZ Celje                 | NK Krško, NK Šoštanj                             |
| MNZ Koper                 | MNK Izola, NK Jadran Hrpelje-Kozina              |
| MNZG Kranj                | NK Jesenice, NK Šenčur                           |
| MNZ Lendava               | NK Bistrica, NK Nafta Lendava                    |
| MNZ Ljubljana             | NK Domžale, NK Bela krajina, NK Factor Ljubljana |
| MNZ Maribor               | NK Železničar Maribor, NK Fužinar, NK Paloma     |
| MNZ Murska Sobota         | ŠNK Bakovci, ŠD Cven                             |
| MNZ Nova Gorica           | ND Bilje, NK Brda Dobrovo                        |
| MNZ Ptuj                  | NK Drava Ptuj, NK Aluminij                       |

## Modus
In den beiden ersten Runden wurde der Sieger in einem Spiel ermittelt. Stand es nach der regulären Spielzeit von 90 Minuten unentschieden, kam es zur Verlängerung von zweimal 15 Minuten und falls danach immer noch kein Sieger feststand zum Elfmeterschießen. Ab dem Viertelfinale wurden die Sieger in Hin- und Rückspiel ermittelt.

## 1. Runde
Korotan Prevalje wurde 2003 aus finanziellen Gründen aufgelöst. Daher erhielt mit Publikum Celje eine Mannschaft ein Freilos. 
| Datum                 |                       | Ergebnis   |                           |
| --------------------- | --------------------- | ---------- | ------------------------- |
| 30.07.2003, 17:00 Uhr | NK Rudar Velenje      | 2:0        | ŠNK Bakovci               |
| 30.07.2003, 17:00 Uhr | NK Fužinar            | 1:9        | NK Ljubljana              |
| 30.07.2003, 17:00 Uhr | NK Jesenice           | 4:2        | NK Šoštanj                |
| 30.07.2003, 17:00 Uhr | NK Železničar Maribor | 0:2        | NK Nafta Lendava          |
| 30.07.2003, 17:00 Uhr | NK Drava Ptujc        | 1:0        | NK Šmartno ob Paki        |
| 30.07.2003, 17:00 Uhr | NK Brda Dobrovo       | 1:2        | NK Factor Ljubljana       |
| 30.07.2003, 17:00 Uhr | ŠD Cven               | 0:3        | ND Gorica                 |
| 30.07.2003, 17:00 Uhr | MNK Izola             | 0:4        | NK Olimpija Ljubljana     |
| 30.07.2003, 20:00 Uhr | NK Šenčur             | 1:2        | NK Koroška Dravograd      |
| 31.07.2003, 17:00 Uhr | NK Aluminij           | 1:3        | NK Mura                   |
| 03.08.2003, 17:00 Uhr | NK Bela krajina       | 3:1        | NK Bistrica               |
| 05.08.2003, 17:00 Uhr | NK Paloma             | 3:0 (w.o.) | NK Jadran Hrpelje-Kozina  |
| 05.08.2003, 17:00 Uhr | ND Bilje              | 0:3 (w.o.) | NK Domžale                |
| 27.08.2003, 19:30 Uhr | NK Krško              | 0:3        | NK Maribor Piovarna Laško |
| 03.09.2003, 17:00 Uhr | FC Sport Line Koper   | 3:0        | NK Primorje               |
|                       | NK Publikum Celje     | Freilos    |                           |

## Achtelfinale
| Datum                 |                           | Ergebnis |                       |
| --------------------- | ------------------------- | -------- | --------------------- |
| 17.09.2003, 16:00 Uhr | NK Paloma                 | 1:4      | NK Jesenice           |
| 17.09.2003, 16:00 Uhr | NK Koroška Dravograd      | 2:0      | NK Domžale            |
| 17.09.2003, 16:00 Uhr | NK Bela krajina           | 1:0      | FC Sport Line Koper   |
| 17.09.2003, 16:00 Uhr | NK Nafta Lendava          | 3:1      | NK Mura               |
| 17.09.2003, 16:00 Uhr | NK Ljubljana              | 3:1      | NK Olimpija Ljubljana |
| 17.09.2003, 16:00 Uhr | NK Factor Ljubljana       | 1:8      | NK Publikum Celje     |
| 17.09.2003, 18:00 Uhr | NK Maribor Piovarna Laško | 2:0      | NK Drava Ptuj         |
| 17.09.2003, 18:00 Uhr | NK Rudar Velenje          | 2:1      | ND Gorica             |

## Viertelfinale
Die Hinspiele fanden am 1. Oktober 2003 statt, die Rückspiele am 15., 22. und 23. Oktober 2003.
|                           | Gesamt |                   | Hinspiel | Rückspiel |
| ------------------------- | ------ | ----------------- | -------- | --------- |
| NK Bela krajina           | 0:1    | NK Ljubljana      | 0:0      | 0:1 n. V. |
| NK Koroška Dravograd      | 5:2    | NK Nafta Lendava  | 3:1      | 2:1       |
| NK Rudar Velenje          | 3:4    | NK Jesenice       | 2:1      | 1:3       |
| NK Maribor Piovarna Laško | 6:5    | NK Publikum Celje | 2:0      | 4:5       |

## Halbfinale
Die Hinspiele fanden am 7. April 2004 statt, die Rückspiele am 21. April 2004.
|                           | Gesamt    |                      | Hinspiel | Rückspiel |
| ------------------------- | --------- | -------------------- | -------- | --------- |
| NK Maribor Piovarna Laško | 6:1       | NK Jesenice          | 4:0      | 2:1       |
| NK Ljubljana              | (a)2:2(a) | NK Koroška Dravograd | 2:1      | 0:1       |

## Finale

### Hinspiel
| Paarung                   | NK Maribor Piovarna Laško – NK Koroška Dravograd |
| Ergebnis                  | 4:0 (3:0) |
| Datum                     | 19. Mai 2004 um 18:00 Uhr |
| Stadion                   | Stadion Ljudski vrt, Maribor |
| Zuschauer                 | 1.500 |
| Schiedsrichter            | Robert Krajnc |
| Tore                      | 1:0 Damir Pekič (5., Elfmeter) 2:0 Milan Rakić (16.) 3:0 Peter Franci (44.) 4:0 Boštjan Žnuderl (88.) |
| NK Maribor Piovarna Laško | Stanislav Kűzma – Miha Golob, Milan Rakić (69. Danijel Brezič), Aleš Čeh, Dalibor Teinović – Peter Franci, Damir Pekič (48. Enes Mešanovič), Miha Pitamic (46. Damjan Ošlaj), Boštjan Žnuderl – Stipe Balajić , Alen Mujanovič Cheftrainer: Matjaž Kek   |
| NK Koroška Dravograd      | Janko Šribar – Dragan Ljubanić (81. Denis Čurič), Damjan Frajdl, Marko Šuler, Damjan Jamnik – Vedran Madžar (75. Tilen Rotovnik), Borut Vrhnjak , Miha Kline, Denis Srša – Mitja Gostenčnik (68. Žiga Kljajič), Rok Pavličič Cheftrainer: Edin Osmanović |
| Gelbe Karten              | Miha Pitamic – Rok Pavličič |

### Rückspiel
| Paarung                   | NK Koroška Dravograd – NK Maribor Piovarna Laško |
| Ergebnis                  | 4:3 (1:2) |
| Datum                     | 26. Mai 2004 um 17:00 Uhr |
| Stadion                   | Športni center, Dravograd |
| Zuschauer                 | 700 |
| Schiedsrichter            | Srečko Kandare |
| Tore                      | 0:1 Boštjan Žnuderl (3., Elfmeter) 1:1 Mitja Gostenčnik (6.) 1:2 Alen Mujanovič (44.) 2:2 Denis Srša (61.) 3:2 Dragan Ljubanić (69.) 3:3 Boštjan Žnuderl (89.) 4:3 Damjan Frajdl (90.)                                                                         |
| NK Koroška Dravograd      | Janko Šribar – Dragan Ljubanić, Damjan Frajdl, Marko Šuler (46. Tilen Rotovnik), Aljoša Gluhovič (78. Daniel Pavlin) – Damjan Jamnik (46. Žiga Kljajič), Vedran Madžar, Borut Vrhnjak , Miha Kline – Denis Srša, Mitja Gostenčnik Cheftrainer: Edin Osmanović  |
| NK Maribor Piovarna Laško | Stanislav Kűzma – Miha Golob, Aleš Čeh, Dalibor Teinović (46. Milan Rakić), Peter Franci – Damjan Ošlaj, Boštjan Žnuderl, Stipe Balajić , Alen Mujanovič (55. Darko Djukič) – Dejan Komljenovič, Danijel Brezič (75. Dominik Beršnjak) Cheftrainer: Matjaž Kek |
| Gelbe Karten              | Mitja Gostenčnik – Danijel Brezič |